# Gestippelde alver
De gestippelde alver (Alburnoides bipunctatus) is een vis en is een soort uit de familie van de karperachtigen.

## Habitateisen
Beken met grindbeddingen en grof zand. De paaiplaatsen liggen in spleten tussen grof grind of stenen. Over het paaigedrag is betrekkelijk weinig bekend.

## Status buiten Nederland
Er zijn gestippelde alvers in het Franse en Belgische stroomgebied van de Maas. In de Maas zelf is de vis zeldzaam, maar in de zijriviertjes en beken zoals de Semois en de Ourthe is de vis algemeen. In de Berwijn (Berwinne) komen grote aantallen gestippelde alvers voor. Deze brede beek loopt over twee kilometer op 300 tot 500 m van de Belgisch-Nederlandse grens en mondt dan bij Wezet uit in de Maas. Omdat de soort in de referentieperiode niet in Nederland voorkwam en er dus geen sprake is van een achteruitgang, kan de status van bedreigd niet worden toegekend.

Gestippelde alver in de Iconographia Zoologica (1700-1880)

## Status in Nederland
Redeke noemde in 1941 enkele bronnen uit de negentiende eeuw waaruit zou blijken dat de gestippelde alver voorkwam in de IJssel, de Maas en de Kromme/Oude Rijn.H.C. Redeke sloot niet uit dat deze vis toen algemener was, maar twijfelde ook aan de betrouwbaarheid van de waarnemingen. Marquet schreef in 1966 dat de gestippelde alver in de jaren twintig nog voorkwam in de Jeker. Het enige tastbare bewijs voor het voorkomen van de gestippelde alver in Nederland was een museumexemplaar dat in 1931 in de Maas bij Roermond is gevangen. Ruting vermeldde in 1958 de gestippelde alver als ‘vrijwel zeker niet in Nederland’. Toch is de vissoort in 1973 opgenomen in de Natuurbeschermingswet (sinds 2002: Flora- en faunawet) in de hoop op een terugkeer in Zuid-Limburgse beken.

Deze hoop werd bevestigd in september 1995. Toen werd na 64 jaar opnieuw in Nederland een volwassen gestippelde alver gevangen in de Maasmonding van de Geul. Daarna zijn er tot 2000 nog enkele vangsten gedaan. Mogelijk gaat het hier om een populatie die zichzelf in stand kan houden.

Op 3 maart 2008 is het visje opnieuw gevonden, tijdens het leegvissen van de Geul. Dit wegens het verleggen van het riviertje.
Tussen 2011 en 2017 waren er geen waarnemingen meer in de Geul. In 2018 en 2019 waren er weer vangsten in de monding van de geul en uit de Grensmaas, mogelijk vissen die uit België afkomstig waren. Bovendien zijn er sinds 2011 incidentele vangsten in de Roer en in 2017 zelfs in de Waal. Het vermoeden is dat dit dieren zijn afkomstig uit populaties in Duitsland.

## Formele bescherming
De gestippelde alver is beschermd krachtens de Wet natuurbescherming een staat als "kwetsbare soort" op de Nederlandse rode lijst.